# The Sims 3: Pets
The Sims 3: Pets je peti dodatak na igru The Sims 3. Igra vidi povratak kućnih ljubimaca iz The Sims 2: Pets i iz The Sims: Unleashed. Mačke i psi vratili su se zajedno s potpuno novom životinjom: konjima. [4] Tu su i zmije, kornjače, ptice, glodavci, gušteri, jeleni i rakuni u verziji za PC / Mac. 

## Igra
The Sims 3: Pets nastavak uključuje 46 vrsta mačaka, 72 velikih i 43 malih pasmine te 30 vrsta konja. Igrači mogu imati pudlicu s kratkom kosom ili pudlicu s dalmatinskim mrljama, ovisno o preferenciji. Igrač ne samo da može odabrati dominantni uzorak, već može odabrati i dodatak; obje mogu biti obojene na bilo koji način koji igrač odabere. Kod konja boja grive i repa neovisna je o glavnoj boji konja.
Igrač može dodati šarene oznake na krzno i klizati ih svuda gdje god žele na tijelima svojih ljubimaca! Oznake su također u slojevima i mogu se postaviti u bilo kojem redoslijedu. 